# Phymatidium
Phymatidium là một chi thực vật có hoa trong họ, Orchidaceae.